# インディギルカ号

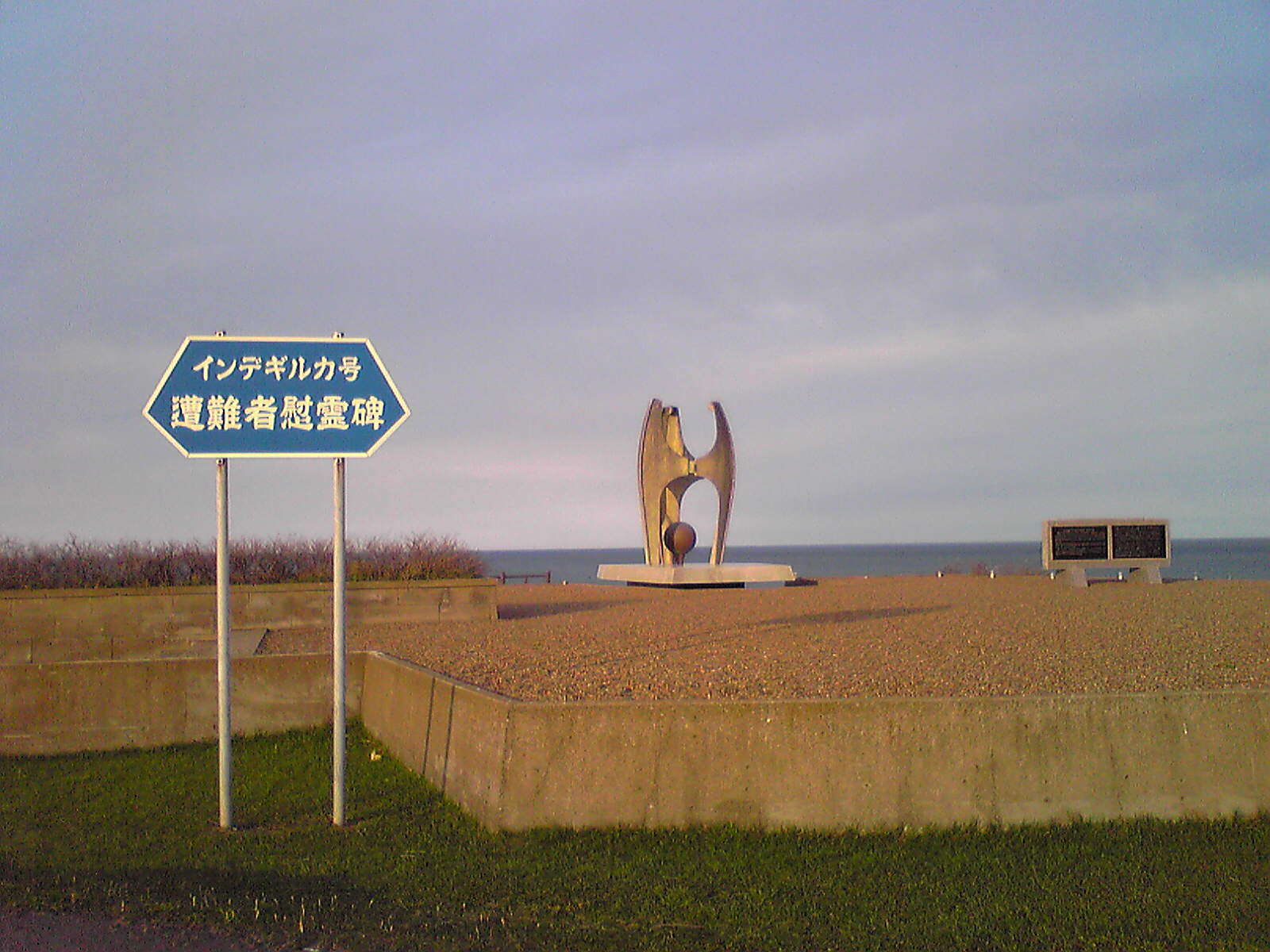
猿払村にある遭難者慰霊碑

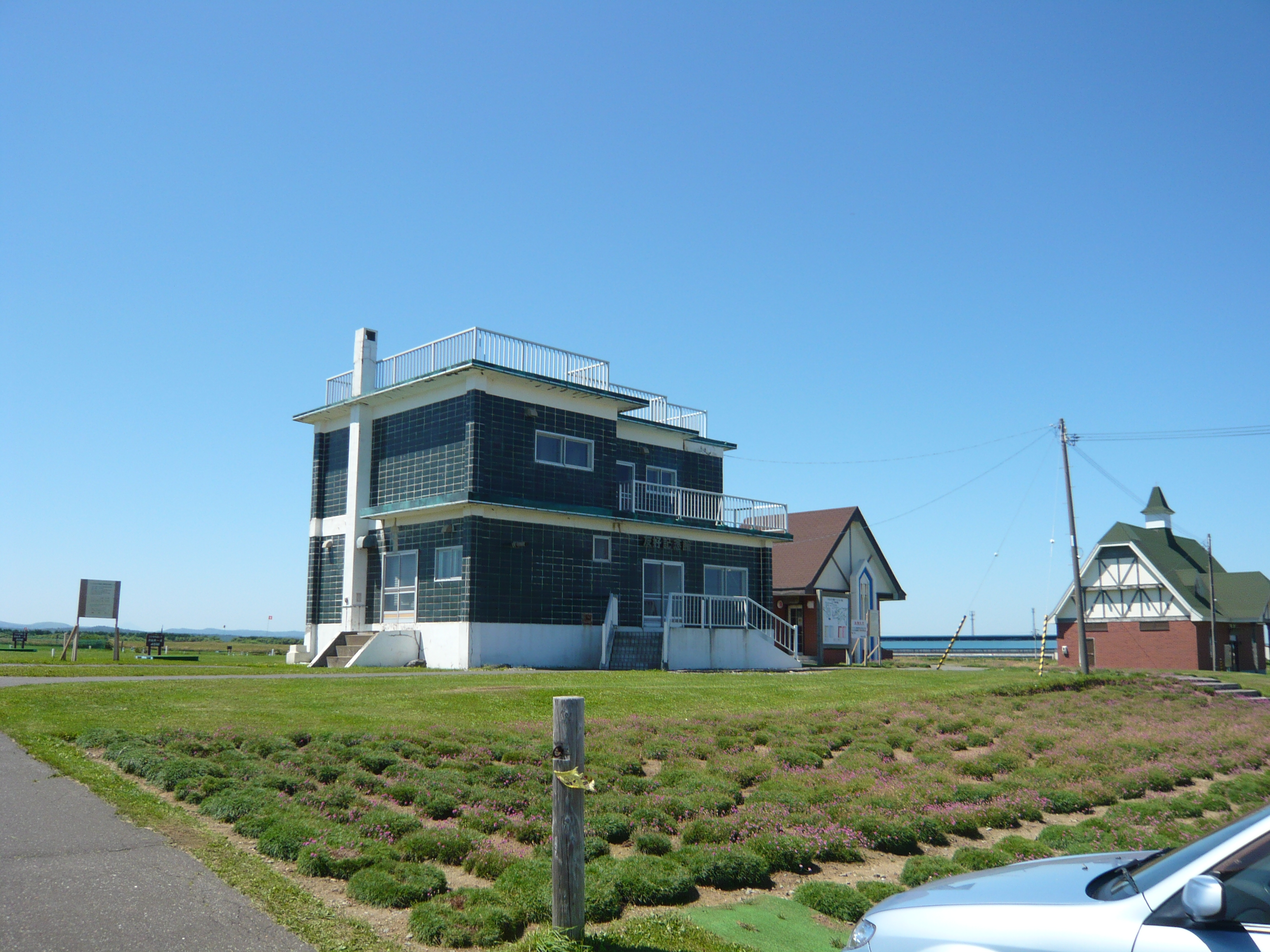
インディギルカ号の遭難地に建てられていた日ロ友好記念館。遭難時の資料が展示されていた（2011年閉館）。

インディギルカ号（ロシア語:Индигиркаインヂギールカ）は、旧ソビエト連邦の貨客船。1939年12月12日の未明、北海道猿払村浜鬼志別沖合で座礁、沈没。全長80m内外。船名は、シベリア地方のインディギルカ川に由来。 

## 概要

### 遭難
シベリアのマガダンからウラジオストクを目指している途中に暴風雨に巻き込まれ、宗谷岬の位置を見誤ったことから漂流。
12月12日午前二時頃猿払村の浅瀬に座礁。左舷に穴が開き浸水しながら西北方に押し流された。ここにきてSOS信号が発出されて稚内港から北日本汽船の樺太丸などが出航。樺太丸は現地でボートを出してインディギルカ号の乗客を救助、13日午後までに395人が救助されたほか、7人が海岸に泳ぎ着いたことから猿払村の住民が総出で救出活動にあたった。結果的に子供も含め429名の生存者を救出するものの12月14日午前10時時点で海岸で収容された遺体は293人となった。収容できなかった者も含め700名以上が死亡したと思われたが、なぜか正確な乗客数を把握している乗組員は存在しなかった。また、先に救助された船長が「船内にもう残る乗員はいない」と述べたため、船内に取り残された乗客が多数犠牲になったという証言もある。

### 救出後
当時、船長や乗客の説明では、乗客は漁期を終えた漁業者であり、カムチャツカ半島から引き上げてくる途中に遭難したというものであった。しかし個々の乗客の素性や目的等、その詳細については明らかにされなかった。前述の船長による乗客の扱いも不審な部分であり、一方、事件を知ったソ連政府は日本政府に対して、船体の所有権を放棄したばかりか遺体の収容は不要、遺品の返還も無用、という異例の連絡を行っている。救助された乗組員らは、当月中に小樽港から離日、ウラジオストクへ向け帰国していった。 
猿払村は、1971年（昭和46年）にオホーツク海に面した場所に慰霊碑を建立するなど、事故後も手厚く遭難者の慰霊を行ってきた。ソ連当局は慰霊碑の建立には協力したものの、冷戦時代に付きものであった派手なプロパガンダはなく、事故に対して比較的冷淡な姿勢を示したことは、長らく事故の詳細と共に謎とされてきた。

### 謎の解明
ソビエト連邦の崩壊後の1991年、歴史学者の原暉之は旧ソ連の公文書をひもとき、乗員の多くがコルィマ鉱山などのシベリア地方に点在していた強制収容所（グラグ）からの送還者であり、船自体が政治犯および家族の護送船であったとの説を発表している。

## 記念碑
前記の通り、1971年に道の駅さるふつ公園近くの海岸に記念碑が建立された。費用は寄付によって賄われ、土台は当時のソ連政府から寄贈されたシベリア産の石材である。道の駅さるふつ公園の敷地には、事件の資料などを展示した「日ソ（ロ）友好記念館」が1972年にオープンしたが、施設の老朽化を理由に2011年に閉鎖・解体された。展示されていた資料の一部は道の駅さるふつ公園の管理棟内に展示されていたが、2021年8月時点では非公開となっている。

## 余談
のちにソ連の宇宙開発の第一人者となるセルゲイ・コロリョフはコルィマ鉱山のセヴォストラクに収監中、再審の知らせを受けてモスクワに出頭するためマガダンからこのインディギルカ号に乗船する予定だったが、コルィマからマガダンにコロリョフが到着したときにはすでにインディギルカ号が満員だったため乗船を見送り、難を逃れたという逸話がある。